# Petr Mach
Petr Mach (Praga, 6 maggio 1975) è un politico ed economista ceco.
È conosciuto per le sue idee liberali e critiche dell'Unione europea. Nel 2009 ha fondato il Partito dei Liberi Cittadini, di cui divenne presidente. Dal 1º luglio 2014, è deputato del Parlamento europeo.
Nel 1997 Mach è stato presidente dell'ala giovanile del Partito Democratico Civico. Nel 2003 Petr Mach ha ottenuto il Ph.D. dalla Università di economia di Praga (Dipartimento di Teoria politica e monetaria).
Mach ha lavorato come direttore esecutivo del Centro di Economia e politica a Praga tra 1999 e 2009 e come consulente economico esterno al Presidente della Repubblica Ceca, Václav Klaus dal 2003 al 2007, con cui condivide l'entusiasmo per la economia del libero mercato e euroscetticismo. Dal 1998 è l'editore e redattore della newsletter Laissez-Faire.

## Il Partito dei Liberi Cittadini
Mach ha fondato il Partito dei Liberi Cittadini nel 2009. La decisione di istituire un nuovo partito politico ha iniziato dopo aver lasciato il ODS alla fine del 2007. La decisione finale è venuta il 4 dicembre 2008, quando ODS ha deciso di cambiare la sua posizione favorevole al trattato di Lisbona. Nel settembre 2010 ha fatto un discorso alla conferenza annuale dell'UKIP e lodato Václav Klaus per i suoi sforzi per minare il trattato di Lisbona: "L'anno scorso il presidente Václav Klaus si trovava contro il Trattato di Lisbona come l'ultimo statista europeo, ed eravamo tutti tristi quando finalmente lo ha firmato. Ma non lo biasimo. Abbiamo capito che non poteva tenere contro entrambe le camere del Parlamento ceco e la Corte costituzionale. Ha sicuramente fatto del suo meglio. "

## Opere
- Le insidie di integrazione europea, 2002
- Come scendere dall'UE, 2010
- L'Europa rubata, 2014